# Stargate: Salt în trecut
Stargate: Salt în trecut (în engleză Stargate: Continuum) este un film americano-canadian, științifico-fantastic, realizat în 2008, regizat de Martin Wood, scenariul Brad Wright, în rolurile principale: Richard Dean Anderson, Amanda Tapping și Ben Browder.A fost realizat direct pe video și direct pe DVD și distribuit de MGM Home Entertainment

## Distribuția
- Richard Dean Anderson
- Amanda Tapping
- Michael Shanks
- Ben Browder
- Christopher Judge
- Cliff Simon
- Don S. Davis
- Claudia Black